# Szerelemhegyi Ervin
Szerelemhegyi Ervin (Budapest, 1891. március 23. – Budapest, 1969. október 3.) magyar atléta, rövidtávfutó, olimpikon, újságíró.
A Magyar AC tagja volt. 1914 és 1919 között 5-ször nyert magyar atlétikai bajnokságot spritnszámokban. Részt vett az 1912. évi nyári olimpiai játékokon Stockholmban és négy atlétika versenyszámban indult. Mindegyikben helyezetlenül zárt.
1919-ben befejezete sportolói pályafutását és jogász végzettséget szerzett. A Nép, a Szózat, valamint a Pesti Hírlap újságírója lett. Támogatta a Nyilaskeresztes Pártot, amiért a második világháború után perbe fogták, de felmentették és ezután visszavonult az újságírástól. Sport és turisztikai könyveket is írt.